# Віконне перетворення Фур'є
Віконне перетворення Фур'є — це перетворення Фур'є, що застосовується для визначення синусоїдної частоти та вмісту фази локальної секції сигналу, що має властивість змінюватись в часі.

## Характеристика трансформації
Класичне перетворення Фур’є враховує спектр сигналу, який взято у всьому діапазоні існування змінної. Найчастіше інтереси зосереджуються тільки на локальному розподілі частот, у той час коли необхідно зберегти первинну змінну (зазвичай час). У цьому випадку використовується узагальнене перетворення Фур'є, так зване віконне перетворення Фур’є. Для початку необхідно вибрати деяку віконну функцію:
{\displaystyle F(t,\omega )={\frac {1}{\sqrt {2\pi }}}\int _{-\infty }^{\infty }f(\tau )W(\tau -t)e^{-i\omega \tau }\,d\tau ,}
де {\displaystyle F(t,\omega )} дає розподіл частот частини оригінального сигналу f(t) у окіл часу {\displaystyle t}.

## Реалізація
Для віконного перетворення Фур'є в цифровому вигляді може застосовуватися не тільки зважування кожного цифрового відліку в процесі формування згортки, а й еквівалентне вагове підсумовування відгуків перетворення Фур'є.
Наприклад, зважування вікном Ханна (Хеннінга) та вікном Хеммінга може бути представлено у вигляді:
{\displaystyle w={\frac {U_{1}+\beta U_{2}+U_{3}}{\beta }}},
де  {\displaystyle U_{1}}, {\displaystyle U_{2}}, {\displaystyle U_{3}} - відгуки перетворення Фур'є, {\displaystyle w} - результат віконного перетворення, {\displaystyle \beta =2} відповідає вікну Ханна (Хеннінга),  {\displaystyle \beta =0.53836/0.23082} - вікну Хеммінга.
Реалізація зазначеного зважування здійснюється в режимі ковзного вікна по масиву відгуків перетворення Фур'є.